# لينكولن (ماساتشوستس)
لينكولن (بالإنجليزية: Lincoln, Massachusetts)‏ هي معلم جغرافي تقع في الولايات المتحدة في مقاطعة ميدلسيكس (ماساشوستس). يقدر عدد سكانها بـ 6,362 نسمة ومساحتها 38.9 كم2 وترتفع عن سطح البحر 79 متر.

## أعلام
- مورفيلد ستوري
- إس. واي لي
- جون فارار
- راسيل جيري كورك
- تشارلز هارتويل